# 소프트 마이크로프로세서
소프트 마이크로프로세서(soft microprocessor) 또는 소프트코어 마이크로프로세서 또는 소프트 프로세서는 논리 합성을 사용하여 전체적으로 구현할 수 있는 마이크로프로세서 코어이다. 이는 고급 및 상용 변형을 모두 포함하여 프로그래밍 가능한 논리(예: ASIC, FPGA, CPLD)를 포함하는 다양한 반도체 장치를 통해 구현될 수 있다.
대부분의 시스템은 소프트 프로세서를 사용하는 경우 단일 소프트 프로세서만 사용한다. 그러나 일부 설계자는 FPGA에 최대한 많은 소프트 코어를 배치한다. 이러한 멀티 코어 시스템에서는 거의 사용되지 않는 리소스를 클러스터의 모든 코어 간에 공유할 수 있다.
많은 사람들이 FPGA에 정확히 하나의 소프트 마이크로프로세서를 장착하지만 충분히 큰 FPGA는 두 개 이상의 소프트 마이크로프로세서를 수용할 수 있어 멀티 코어 프로세서가 된다. 단일 FPGA의 소프트 프로세서 수는 FPGA 크기에 의해서만 제한된다. 어떤 사람들은 단일 FPGA에 수십 또는 수백 개의 소프트 마이크로프로세서를 배치했다. 이는 컴퓨팅에서 대규모 병렬성을 구현하는 한 가지 방법이며 인메모리 컴퓨팅에도 적용될 수 있다.
FPGA에 구현된 소프트 마이크로프로세서와 주변 기기는 개별 프로세서보다 노후화에 덜 취약하다.

## 같이 보기
- 시스템 온 칩
- 재구성 가능한 컴퓨팅
  - FPGA
- VHDL
- 베릴로그
  - 시스템베릴로그
- 하드웨어 가속